# Christian Lépine
 (mars 2012).
Si vous disposez d'ouvrages ou d'articles de référence ou si vous connaissez des sites web de qualité traitant du thème abordé ici, merci de compléter l'article en donnant les références utiles à sa vérifiabilité et en les liant à la section « Notes et références ».
Christian Lépine, né à Montréal le 18 septembre 1951, est un prélat catholique canadien. Il est  archevêque de Montréal depuis le 20 mars 2012.

## Biographie

### Formation et ministère
Christian Lépine est ordonné prêtre le 7 septembre 1983 après avoir effectué ses études en théologie à l'Université de Montréal et en philosophie à Rome. Il exerce d'abord son ministère en paroisse, à Saint-Joseph-de-Mont-Royal et à Notre-Dame-des-Neiges, pour ensuite travailler au service du Vatican, de 1998 à 2000.
De retour au Canada, il a été directeur du Grand séminaire de Montréal et, en 2006, il a été nommé curé des paroisses Notre-Dame-des-Champs et Purification-de-la-Bienheureuse-Vierge-Marie à Repentigny.

### Évêque
Le 11 juillet 2011, le pape Benoît XVI le nomme évêque titulaire de Zabi (de)  et évêque auxiliaire de Montréal. Il reçoit la consécration épiscopale le  10 septembre 2011 des mains du cardinal Jean-Claude Turcotte.
Six mois plus tard, le pape le nomme archevêque de Montréal pour succéder au cardinal Turcotte qui, ayant atteint la limite d'âge, se retire.